# Єрназар (Аккольський район)
Єрназа́р (каз. Ерназар) — село у складі Аккольського району Акмолинської області Казахстану. Входить до складу Аккольської міської адміністрації.
Населення — 47 осіб (2021; 99 у 2009, 167 у 1999, 210 у 1989).
Національний склад станом на 1989 рік:
- казахи — 100 %.